# 秋山絵理
秋山 絵理（あきやま えり、1991年8月6日 - ）は、日本の女性声優。栃木県宇都宮市出身。ケンユウオフィス所属。

## 来歴
声優になろうと思ったきっかけは、ハッキリしたきっかけではないが、小・中の頃はずっと図書室に居たくらい本が好きであり、「物語を誰かに伝えたい」と思い、漠然と役者になろうと思っていた。その後、男の子、大人の女性と自分の見た目のイメージ関係なくできることから「良いなぁ…凄いなぁ…」と思い、芝居に容姿が影響しにくい職業としての声優を選ぶ。
以前はWITH LINEに所属していた。

## 人物
趣味は散歩、カラオケ。特技はラテアート、弓道、箏。

## 出演

### テレビアニメ
2017年
- 覆面系ノイズ（観客）

2019年
- この音とまれ!（先輩、幸、滝浪清香、穂澄、新垣 他） - 2シリーズ
- ブラッククローバー（2019年 - 2020年、フィーネス・カルムルイヒ）
- かつて神だった獣たちへ（招待客C）
- 本好きの下剋上 司書になるためには手段を選んでいられません（兵士見習い）

2021年
- 回復術士のやり直し（レナード）
- 忍たま乱太郎（2021年 - 2022年、ドクたま、忍たま、姫）
- アイドリッシュセブン Third BEAT!（番組スタッフ）
- 名探偵コナン（野上町子）

2022年
- 乙女ゲー世界はモブに厳しい世界です（メイド、女子、取り巻き）
- 僕のヒーローアカデミア（2022年 - 2023年、通信オペレーター、幼少ホークス）

2024年
- 月刊モー想科学（ファン、プリンス）
- クレヨンしんちゃん（ニワトリC）
- アオのハコ（2024年 - 2025年、部員）
- BLEACH 千年血戦篇-相剋譚-（市民）

### OVA
- 銀河英雄伝説 Die Neue These 策謀（2022年、女性 他）

### ゲーム
2014年
- モンスターストライク（2014年 - 2025年、アフロディーテ、ダ・ヴィンチ、上杉謙信、シェリア、ラプンツェル、桜木イヴ、ウリエル、ムラサメ、デネブ・ザ・ビューティ、馬超、アラミス、マール、ワイアット・アープ、平清盛、アポロ〈神化以降〉、ノブナガ〈神化以降〉、アーサー〈神化以降〉、キュベレー、墓場のベートーヴェンα〈コーラス〉、アグナムート〈獣神化以降〉、ルビー、丙申デイジー、銀月の騎士、佐々木小次郎、真田幸村〈獣神化以降〉、ヴェローナ、天叢雲、明智光秀、祭大将 ぬらりひょん、ゴッホ、アルテ、諸葛亮、モスキート、カイン、死神モルテシア、ヒカリ〈獣神化以降〉、吉田松陰、ウタゲ、クリスマスの大楽聖 ベートーヴェン〈コーラス〉、葉月）
- グランブルーファンタジー

2016年
- 輝星のリベリオン（常盤御前、ローエングリン）
- 妖怪ウォッチ ぷにぷに（アーサー）

2017年
- アンダーグラウンドシンフォニー（フレイ・カグヤ・リン・シノブ）
- 逆転オセロニア（2017年 - 2022年、サマー・クロード、アーサー）
- SINoALICE -シノアリス-
- ソラとウミのアイダ

2018年
- OVERHIT（ウリエル）
- クロノスブレイド
- SKYOVER（シロコダマ・ルサルカ・アテネ）
- 塔京クランプール
- ファイトリーグ（2018年 - 2019年、ミスマイン、アーサー、上杉謙信、ヒカリ）

2019年
- 元気封神（瓊霄、金霊聖母、軒轅）
- モンストドリームカンパニー（ウリエル、アーサー、ラプンツェル 他）

2020年
- 共闘ことばRPG コトダマン（2019年 - 2024年、アーサー、ウリエル）
- デュエル・マスターズ　プレイス（2020年 - 2024年、スターマン、バルホルス 他）
- CocoPPaDolls（ロベルタ）
- ソードマスターストーリー（カイン、アイナ、ビビアン、マーリン）
- アサシン クリード ヴァルハラ
- 天翔のマーキナリエ（オーキス）

2021年
- 幻獣契約クリプトラクト（セレンディ）
- FUSHO-浮生-
- LOST JUDGMENT 裁かれざる記憶
- パニリヤ・ザ・リバイバル（ミスティア）

2022年
- 地球防衛軍6（ウイングダイバー隊長、兵士）

2023年
- ホグワーツ・レガシー（バイオレット・マクドウェル、グレース・ピンチ・スメドリー、寮生徒）
- アリスフィクション（ギルガメッシュ）
- キュービックスターズ（アラミス、アーサー、ウリエル）
- スピードラッシュランナーズ（アーサー、ウリエル、アグナムート、ヒカリ）
- 超探偵事件簿 レインコード（ヨシコ）
- NextNinja（サイガ）

2024年
- 龍が如く8（柄本女医、トニー）
- ファイナルファンタジーVII リバース
- フェスティバトル（2024年 - 2025年、アーサー）
- ウマ娘 プリティーダービー（ツヅキレイニング）
- マーベル・ライバルズ（サイロック）

### ドラマCD
- 異世界はスマートフォンとともに。(26) 特典ドラマCD（女領主）

### BLCD
- 性と体と恋の反作用（一紀の姉）
- 寺野くんと熊崎くん（熊崎母 他）

### 吹き替え

#### 映画
- ダニエル（ソフィー、カフェ店員 他）
- トールガール2（ビアンカ 他）
- 奈落のマイホーム（ウンジュ〈キム・ヘジュン〉[27]）
- Feel the Beat（レイチェル、ロイヤルトン女子1 他）
- ヤドリギ農場のメリークリスマス（ロージー）

#### ドラマ
- WeCrashed 〜スタートアップ狂騒曲〜（クロエ 他）
- 黒い王妃 カトリーヌ・ド・メディシス（アンジェリカ 他）
- シドニーとがんばりマックス（テイラー、マット）
- BULL / ブル 法廷を操る男（チェルシー・ニューハウス）

#### テレビ番組
- マジック ベイクオフ（ヴァネッサ）

#### アニメ
- インサイド・ヘッド2[28]
- ミッキーとミニー クリスマスにねがいを
- ラマ・ラマ（ラモーナ、アンテロープ妻）

### ラジオ
- TBSラジオTALKABOUT ハートウォーミングストーリー #68「朝顔」
- モンスターストライク 峯田大夢のフラパにでたい！みねたさん（2022年1月26日-2月2日、Spotify、Amazon Music）

### イベント
- XFLAG PARK2017内『モンストーーク!』（アーサー）
  - XFLAG PARK2018内『モンストークライブ!』（ウリエル）
  - XFLAG PARK2019内『ルシファーとウリエルのかりモン競争!』（ウリエル）
  - XFLAG PARK 2021
- 繁体語版モンスト4周年イベント 香港会場
- モンストプロツアー2018（MC）
- MONST FREAK2020内『モンスプリント』

### 映像作品
- 声優集合!モンストプレイしながら言ってもらってみた!（2020年9月22日）

### モーションコミック
- 新宿スワン（リカ）

### オーディオブック
- 教場（沙織）
- 新宿スワン（リカ）
- 旅する練習
- 猫の事務所（朗読）

### 舞台
- 花嫁は雨の旋律（記者、黒木）
- UBUGOE voice of comedy- vol.18（2018年4月5日）

### その他コンテンツ
- 栃木市渡良瀬遊水地PR動画（Hearts姫）
- YOASOBIコラボプロジェクト『はじめての』PV『私だけの所有者』

### シリーズ一覧
1. ↑  第1クール（2019年）、第2クール（2019年）